# شهرستان مورش
شهرستان مورش (به لاتین: Mureș County) یک جودت در رومانی است. در منطقه تاریخی ترانسیلوانیا قرار دارد و مرکز اداری آن ترگو مورش است.

## خصوصیات
شهرستان مورش ۵۵۰٬۸۴۶ نفر جمعیت دارد.